# Pronolagus rupestris
Lièvre roux de Smith, Lapin roux de Smith
Espèce
Répartition géographique
Statut de conservation UICN

 LC  : Préoccupation mineure
Le  lièvre roux de Smith ou lapin roux de Smith (Pronolagus rupestris) est une espèce de mammifère de la famille des Leporidae, qui a été décrit en 1834 par Andrew Smith. Son alimentation est composée de buissons et d'herbes.

## Description
Il a l'allure du lièvre roux du Natal. Dessus roux pointillé noir ; dessous et haut de pattes roussâtre piqueté de gris blanc ; lèvres blanches ; menton et gorge roussâtre pâle ; pieds et queue roux foncé ; pointe de la queue brun noir, la queue est parfois totalement noire. Coloration plus ou moins foncée et parfois nuancée de gris, parfois très rousse. Il mesure 40 à 50 cm de longueur, 20 à 25 cm de hauteur (sans les oreilles), avec des oreilles mesurant de 6 à 11 cm. L'adulte pèse 1,5 à 2,5 kg.

## Répartition
Il est présent en Namibie, en République sud-africaine, en Zimbabwe, dans l'est de la Zambie, au Malawi, en Tanzanie et au centre du Kenya.